# Hervin Farm British Cemetery
Le Hervin Farm  British Cemetery est un cimetière militaire de la Première Guerre mondiale, situé sur le territoire de la commune de Saint-Laurent-Blangy, dans le département du Pas-de-Calais, au nord-est d'Arras. Trois autres cimetières britanniques sont implantés dans la commune:  Bailleul Road East Cemetery, Bailleul Road West Cemetery et  Mindel Trench British Cemetery.

## Localisation
Ce cimetière est situé à 1,5 km à l'est de l'agglomération près de la voie ferrée, en bordure de la rue d'Athies.

## Histoire

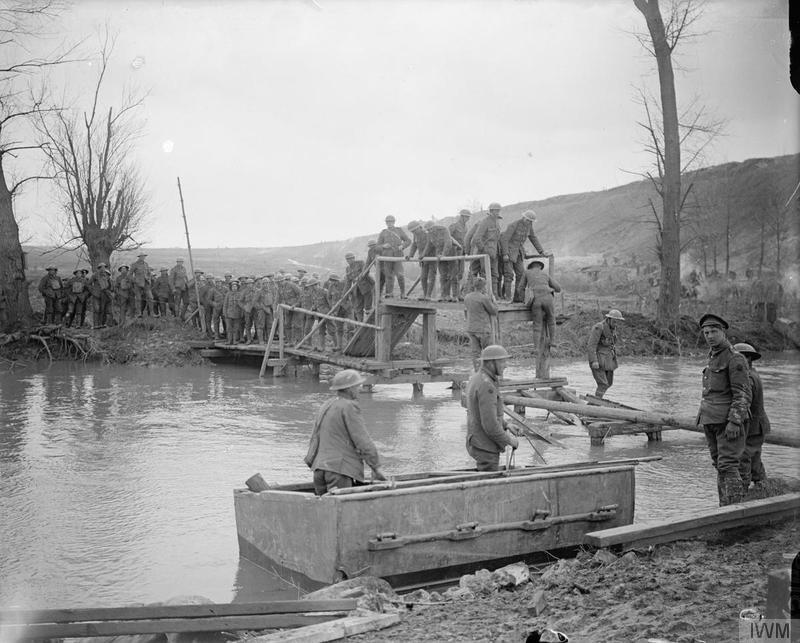
Soldats britannniques franchissant la Scarpe sur un pont improvisé à Blangy en Avril 1917.

En mars 1916, la moitié ouest du village (du côté d'Arras) fut prise par les troupes britanniques alors que la partie est restée aux mains des Allemands. Le bourg, dont la plupart des habitants avaient été évacués, fut donc traversé par la ligne de front.
La ferme d'Hervin Farm a été prise par la 9e Division écossaise le 9 avril 1917, premier jour de la bataille d'Arras et ce cimetière a été aménagé par des unités combattantes et des ambulances de campagne à cette date. Le cimetière contient aujourd'hui 51 sépultures de la Première Guerre mondiale, dont trois non identifiées,.

## Caractéristiques
Ce cimetière a un plan rectangulaire de 25 m sur 7 et est clos par un muret de silex sur un socle en moellons sur trois côtés et d'une haie d'arbustes.
Le cimetière a été conçu par l'architecte britannique Noel Ackroyd Rew  (d).

## Galerie

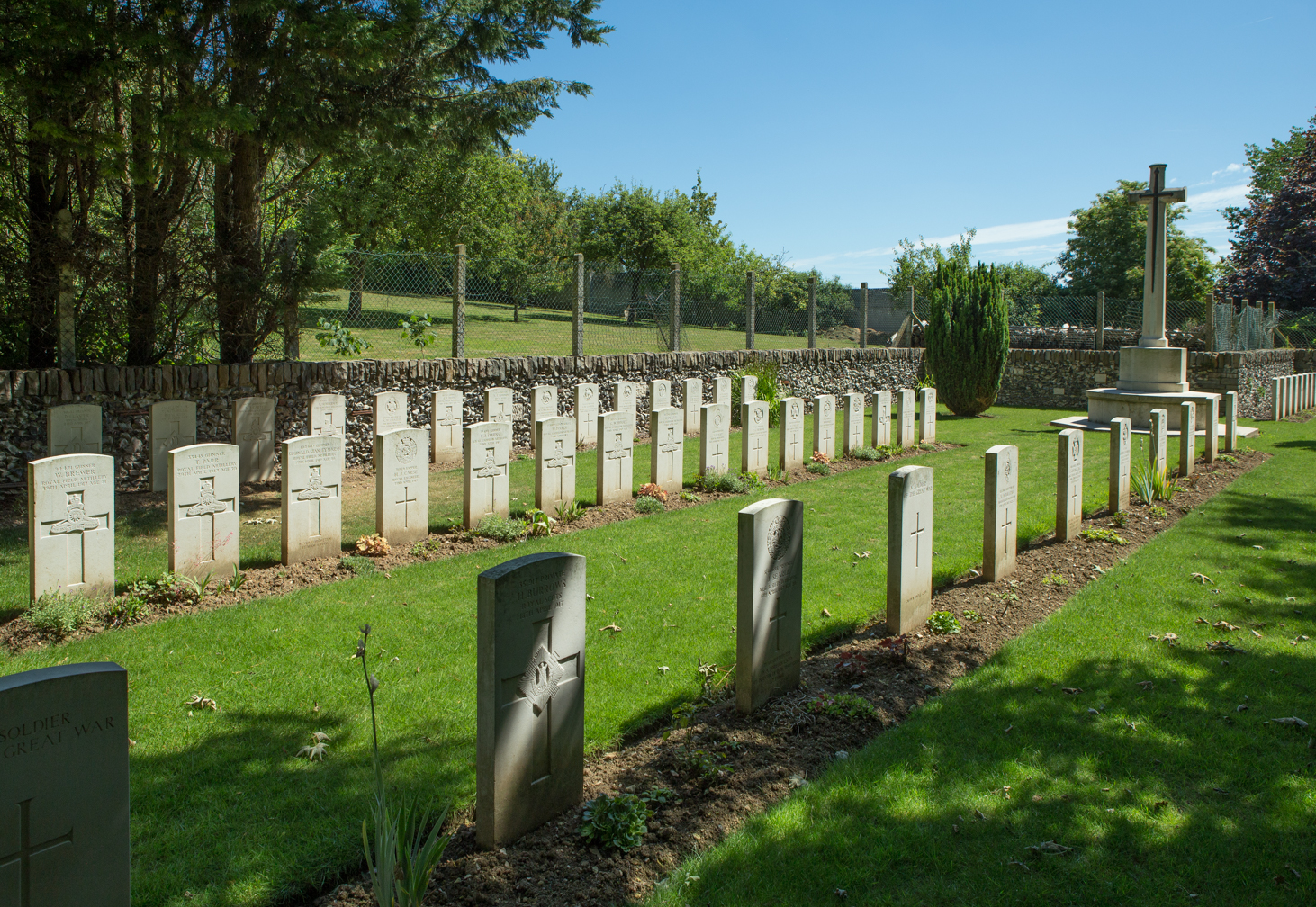
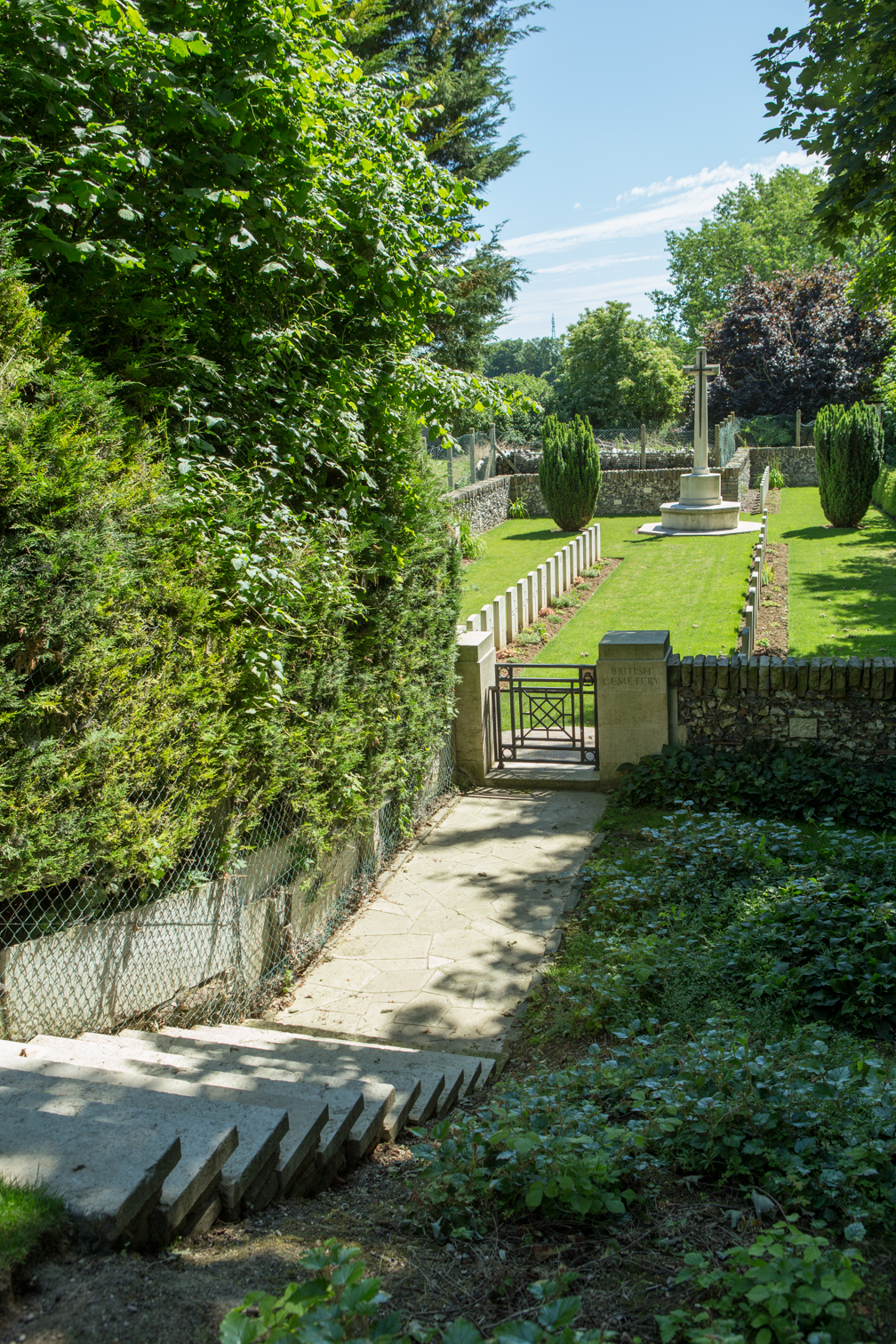
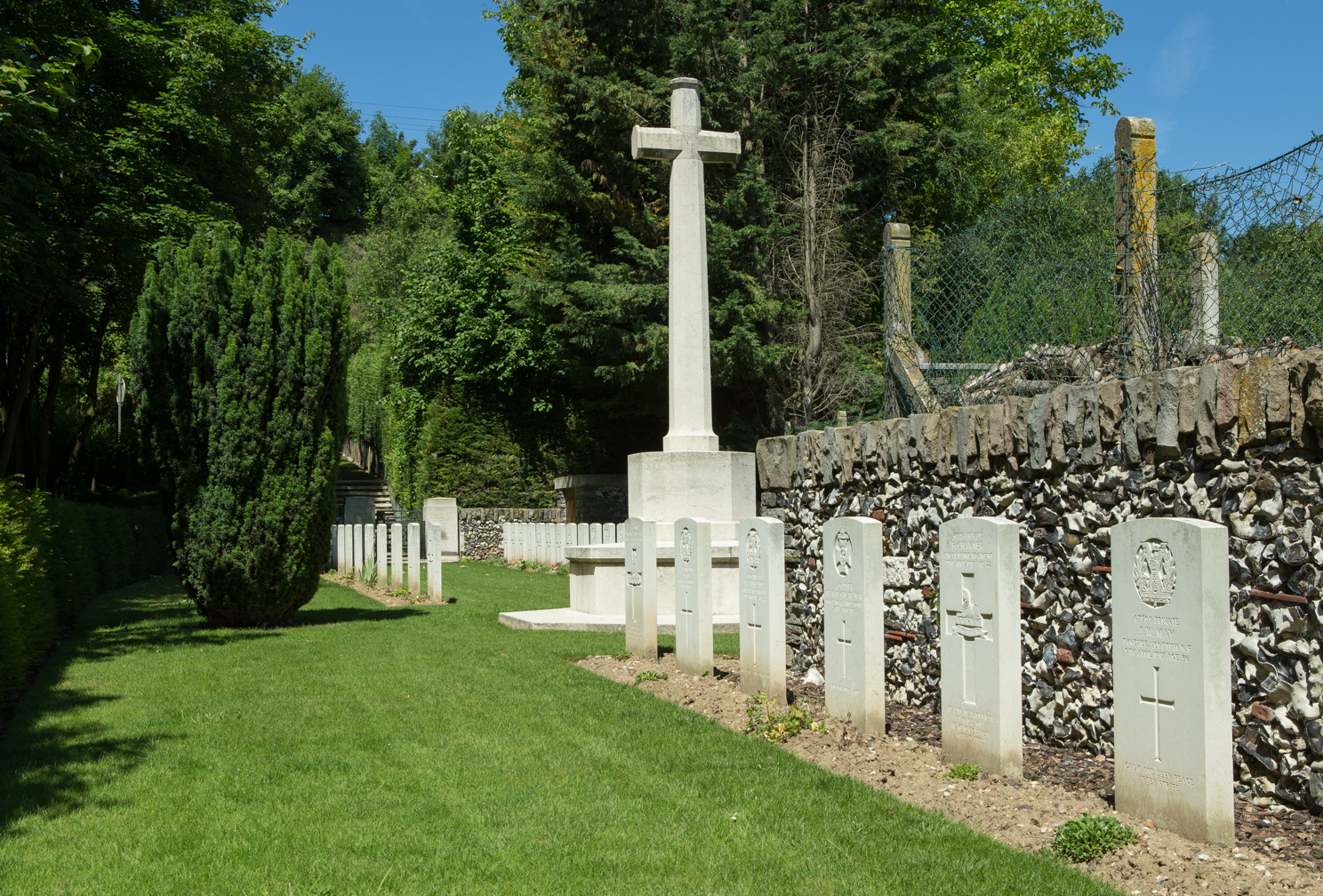
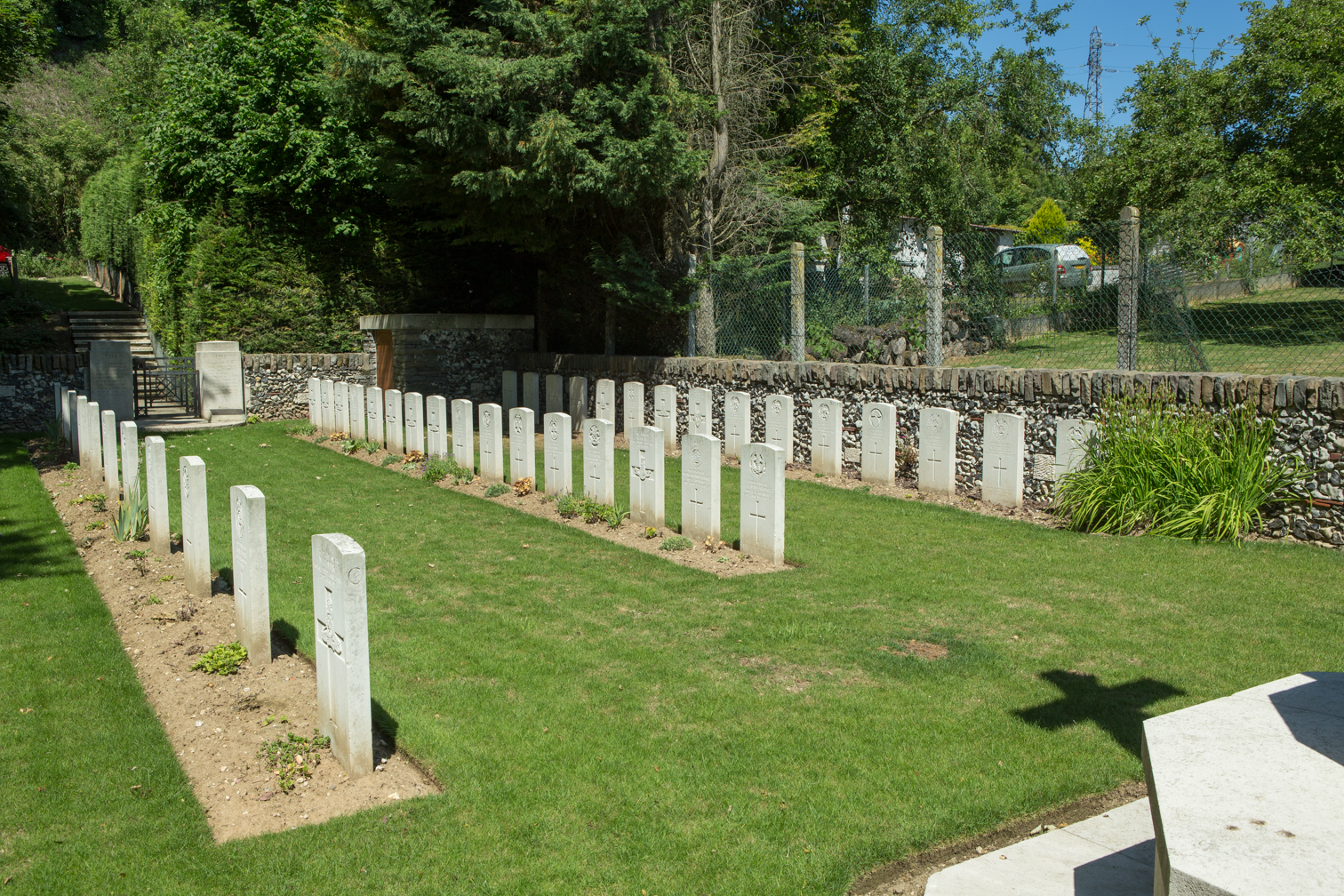
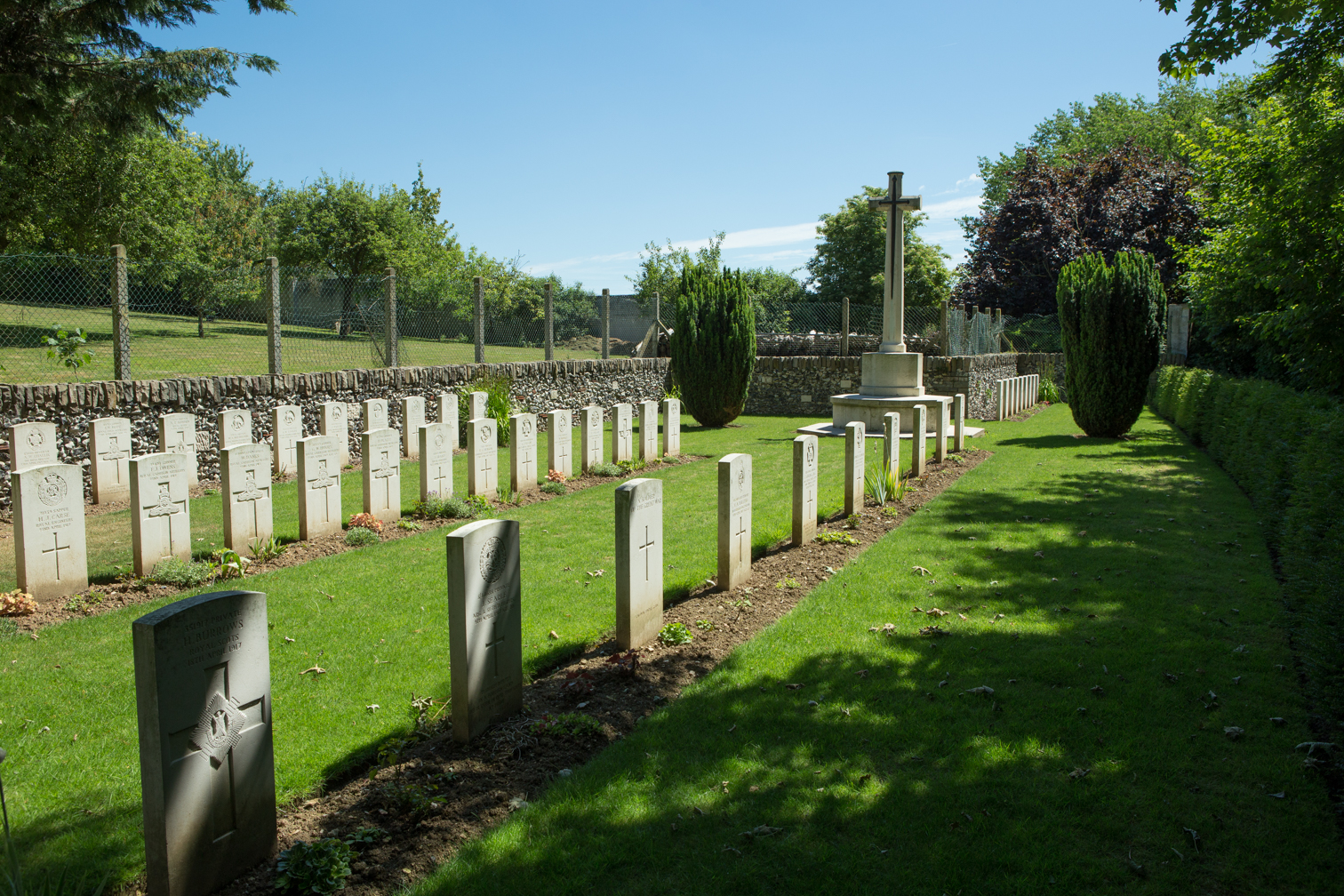
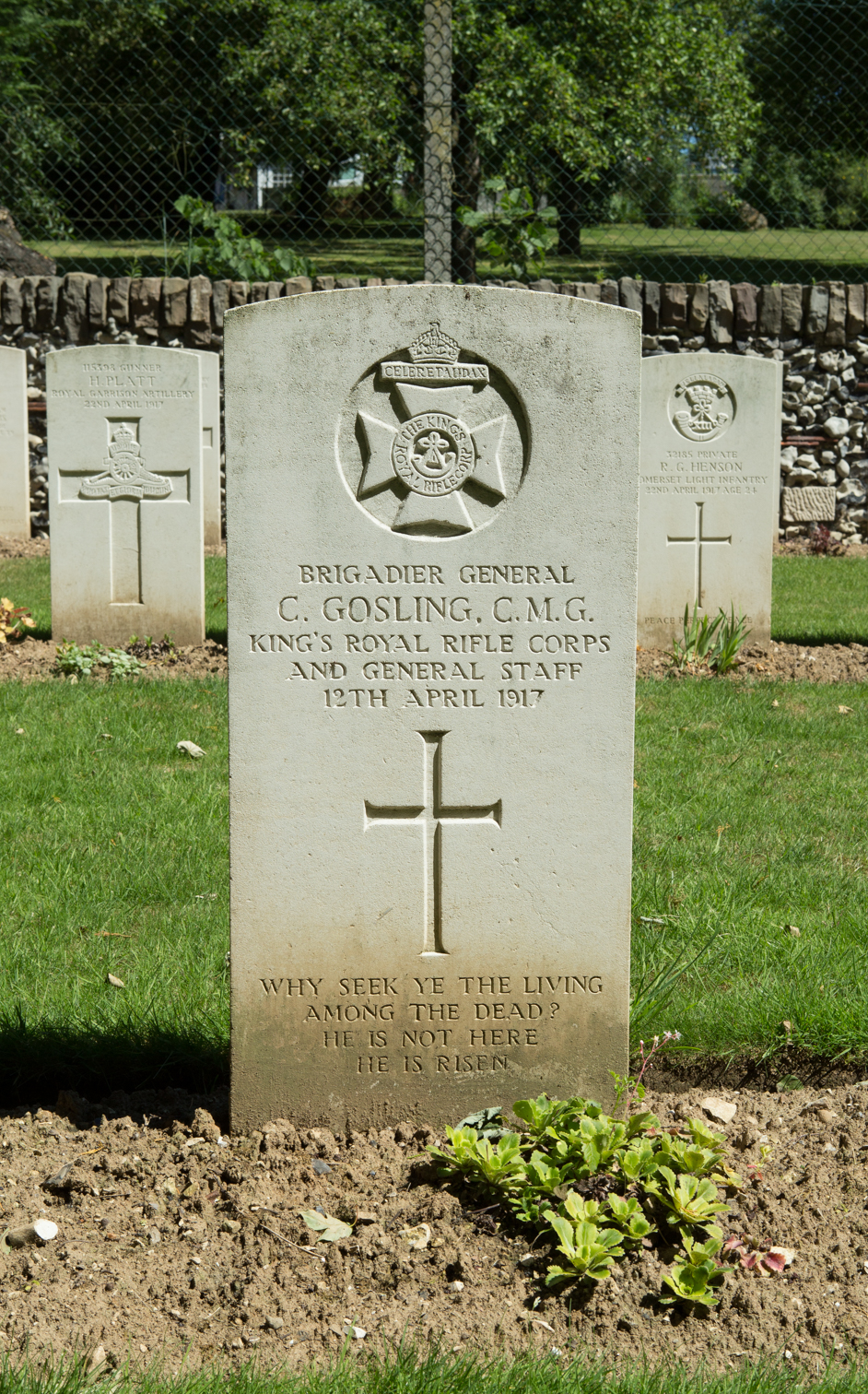

## Sépultures
| Pays               | Sépultures |
| ------------------ | ---------- |
| Royaume-Uni        | 50         |
| Indes britanniques | 1          |
| Total              | 51         |

## Pour approfondir